# Жикина династија
Жикина династија је седми наставак филмског серијала Луде године, који је премијерно приказaн 31. октобра 1985. године.

## Радња
Деда Жика и деда Милан су под утиском телевизијске серије Династија и брину да њиховог унука Мишу уопште не занимају жене. Деда Жику зато хвата паника да Миша не застрани „као млади Карингтон”. Зато са пријатељем Миланом одлази код доктора Недељковића да потражи помоћ. Међутим, Жика нема поверења у медицину и почиње да примењује своју терапију.

## Улоге
| Глумац                   | Улога                     |
| ------------------------ | ------------------------- |
| Драгомир Бојанић Гидра   | Жика Павловић             |
| Марко Тодоровић          | Милан Тодоровић           |
| Риалда Кадрић            | Марија Павловић           |
| Владимир Петровић        | Боба Павловић             |
| Никола Којо              | Михајло Миша Павловић     |
| Гала Виденовић           | Наташа                    |
| Јелена Жигон             | Јелена Тодоровић          |
| Лидија Вукићевић         | Лилика                    |
| Весна Чипчић             | Елза                      |
| Велимир Бата Живојиновић | доктор Милутин Недељковић |
| Милан Срдоч              | Миге                      |
| Снежана Савић            | дама у возу               |
| Љиљана Јанковић          | Вука                      |
| Сузана Манчић            | девојка у ауту            |
| Радослава Маринковић     | дама без доњег веша       |
| Никола Милић             | конобар                   |
| Мирослав Бата Михаиловић | дебил                     |
| Олга Познатов            | дебилова мајка            |
| Љиљана Седлар            |                           |
| Љубомир Ћипранић         | Милиционер                |
| Предраг Милинковић       | Виолиниста                |
| Миња Војводић            |                           |
| Богдан Михаиловић        |                           |
| Селена Станковић         |                           |
| Марија Бајалица          |                           |
| Слободан Алексић         |                           |
| Душица Стојановић        |                           |
| Борис Станић             |                           |
| Тонко Дупало             |                           |
| Славољуб Плавшић         |                           |

## Екипа
- Сценарио: Јован Марковић, Зоран Чалић
- Режија: Зоран Чалић
- Музика: Зоран Симјановић
- Сниматељ: Ђорђе Николић
- Сценографија: Миленко Јеремић